# Carminatif
Un aliment carminatif, du latin « carminare » qui signifie « carder la laine », transformé en latin médiéval en « carminativus » signifiant « disperser en grattant », d'où « purifier, nettoyer en éliminant », est celui qui favorise l'expulsion des gaz intestinaux, tout en réduisant leur production.
Parmi les plantes carminatives, on peut citer le gingembre, l'ail, la menthe poivrée, le fenouil, l'aneth odorant, l'anis vert, le basilic, la cardamome, le cerfeuil, la coriandre, l'estragon, l'hysope, la marjolaine, le muscadier, l'oignon, la sarriette, la sauge, le thym, l'angélique sauvage, la badiane…
La gastronomie traditionnelle associe fréquemment ces plantes aux légumes secs tels que les haricots.
La phytothérapie associe les plantes cholérétiques et cholagogues (respectivement : qui favorisent la production de bile par le foie ; qui favorisent l'excrétion de la bile) aux plantes carminatives afin de soulager des troubles digestifs, notamment la constipation.